# Demonax nawatai
Demonax nawatai är en skalbaggsart som beskrevs av Hayashi 1975. Demonax nawatai ingår i släktet Demonax och familjen långhorningar. Inga underarter finns listade i Catalogue of Life.